# Danksagung (Johannes R. Becher)
Danksagung ist ein Gedicht von Johannes R. Becher von 1953 zum Tod von Josef Stalin.

## Hintergründe
Der Dichter und SED-Politiker Johannes R. Becher verfasste zahlreiche Gedichte, einige davon in propagandistischer Absicht.
Am bekanntesten ist der Text der DDR-Nationalhymne „Auferstanden aus Ruinen“, ein weiterer war Dank euch, ihr Sowjetsoldaten für den Sieg über Nazi-Deutschland, der an DDR-Schulen häufig rezitiert wurde.
Johannes R. Becher verfasste auch einige Lobgedichte auf Josef Stalin, das erste bereits in den 1930er Jahren.
Nach dessen Tod 1953 veröffentlichte er Danksagung.
Nach 1990 wurde das Gedicht häufiger zitiert und gilt heute wegen seiner unbeabsichtigten Absurdität als das bekannteste deutsche Stalin-Gedicht.

## Inhalt
Das Gedicht besteht aus zwei Teilen, die jeweils sechs Strophen zu je vier Zeilen umfassen.
Der erste Teil erwähnt Klassiker des Marxismus-Leninismus: Marx und Engels, Lenin und Ernst Thälmann, sowie Orte in der DDR: Rostock, Stralsund, Dresden.
Im zweiten Teil kommen der Rhein, der Kölner Dom, der Bodensee und der Schwarzwald zur Sprache. In hymnischem Ton schließt das Gedicht: „Osten ist und Westen / In ihm vereint. Er überquert das Meer,... und Stalins Wille wird geschehn.“

## Interpretation
„Seine "Danksagung" ist so verkitscht, daß der Verdacht auf Ironie aufkommt. Doch darum handelt es sich nicht. In der sechsten Strophe triumphiert die Trauer inniglich. Stalin schreitet durch deutsche Lande und wird gepriesen:
"Dort wirst Du, Stalin, stehn, in voller Blüte / Der Apfelbäume an dem Bodensee, / Und durch den Schwarzwald wandert seine Güte, / Und winkt zu sich heran ein scheues Reh..."

Nein, lyrische Höhen erklimmt Johannes R. Becher wahrlich nicht.“

## Veröffentlichungen
- Sinn und Form, 2/1953, S. 8–9
- Günter Caspar (Hrsg.): Du Welt im Licht. J. W. Stalin im Werk deutscher Schriftsteller. Aufbau, Berlin 1954

- O reine Übersteigung. Gescheiterte Verse großer deutscher Dichter, Deutschlandfunk vom 30. Oktober 2000, Wiederholung vom 16. Juli 2017
- Schnell und hell. Komische Gedichte von Heine bis heute, 2004